# Tsuchimikado
Kaiser Tsuchimikado (jap. 土御門天皇, Tsuchimikado-tennō; * 3. Januar 1196; † 6. November 1231) war der 83. Tennō von Japan (18. Februar 1198–12. Dezember 1210).
Tsuchimikado wurde mit zwei Jahren Tennō und trat mit 15 Jahren zurück. Sein Nachfolger wurde Kaiser Juntoku. Die eigentliche Macht hatten jedoch die Shogune Minamoto no Yoriie (1182–1204, r. 1202–1203) und
Minamoto no Sanetomo (1192–1219, r. 1203–1219).
Tsuchimikado verließ Tokio und starb 1231 in der Provinz Awa im Exil.